# 科羅斯堅區

科羅斯堅區在日托米爾州的位置

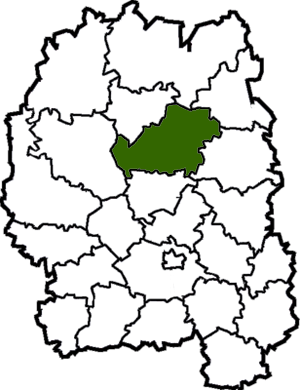
改革前科羅斯堅區在日托米爾州的位置

科羅斯堅區（烏克蘭語：Коростенський район）是烏克蘭北部日托米爾州的一個區，行政中心設於科羅斯堅，面积为10,897.6平方公里，2021年人口数量为255,480人。

## 历史
2020年7月18日乌克兰施行了行政区划改革，日托米爾州的区份数量减至4个，科羅斯堅區的面积显著扩大。改革前科羅斯堅區的面積为1,764平方公里，2020年人口数量为25,297人。